# چئون یونیونگ
Cheon Unyeong (کره‌ای: 천운영، متولد ۱۹۷۱) نویسنده مدرن کره جنوبی است.

## زندگی
Cheon Unyeong در سال ۱۹۷۱ در سئول، کره جنوبی متولد شد. او نویسندگی خلاق را در موسسه هنر سئول خواند و از دانشگاه هانیانگ با مدرک لیسانس روزنامه‌نگاری فارغ‌التحصیل شد. او در مقطع کارشناسی ارشد در دانشکده ادبیات دانشگاه کره تحصیل کرد. اگرچه چئون یونیونگ تنها دو جلد داستان کوتاه نوشته‌است، اما او یک نویسنده پیشگام کره ای به حساب می‌آید و آثار او مورد تحلیل و تحسین بسیاری از منتقدان قرار گرفته‌است.

## آثار

### ترجمه
- خداحافظ! (잘가라, 서커스)

### به زبان کره ای
- سوزن (바늘، ۲۰۰۱)
- Myeongrang (명랑، ۲۰۰۴)